# Chaeturginus alexanderi
Chaeturginus alexanderi är en biart som beskrevs av Ruz och Melo 1999. Chaeturginus alexanderi ingår i släktet Chaeturginus och familjen grävbin. Inga underarter finns listade i Catalogue of Life.